# Siřejovice
Siřejovice település Csehországban, a Litoměřicei járásban. Siřejovice Lukavec, Keblice, Vrbičany, Sulejovice, Lovosice, Černiv és Čížkovice településekkel határos. Lakosainak száma 276 fő (2024. január 1.).

## Népesség
A település lakosságának változását az alábbi diagram mutatja:
| Lakosok száma | 363  | 345  | 413  | 356  | 280  | 276  | 276  | 267  | 275  | 276  |
|               | 1869 | 1890 | 1921 | 1950 | 1980 | 2001 | 2017 | 2019 | 2022 | 2024 |